# Liste des évêques de Tucson
Pour un article plus général, voir Diocèse de Tucson.
La liste des évêques de Tucson  recense les noms des vicaires apostoliques qui se sont succédé à la tête du vicariat apostolique de l'Arizona depuis sa fondation en 1868 par détachement du diocèse de Santa Fe, puis à partir du 8 mai 1897, les noms des évêques qui ont gouverné le diocèse catholique de Tucson (Dioecesis Tucsonensis),  aux États-Unis.

## Liste des ordinaires

### Vicaires apostoliques de l'Arizona
- 25 septembre 1868-22 avril 1884 : John-Baptist Salpointe (ou Jean-Baptiste Salpointe)
- 7 février 1885-8 mai 1897 : Peter Bourgade (ou Pierre Bougarde)

### Évêques de Tucson
- 8 mai 1897-7 janvier 1899 : Peter Bourgade (ou Bougarde), promu évêque de Tucson.
- 19 avril 1900-† 9 novembre 1922 : Henry Granjon (Henry Régis Granjon)
- 21 juin 1923-28 septembre 1960 : Daniel Gercke (Daniel James Gercke)
- 28 septembre 1960-28 juillet 1981 : Francis Green (Francis Joseph Green)
- 12 janvier 1982-7 mars 2003 : Manuel Moreno (Manuel Duran Moreno)
- 7 mars 2003-3 octobre 2017 : Gerald Kicanas (Gerald Frederick Kicanas)
- 3 octobre 2017-11 février 2025 : Edward Weisenburger (Edward Joseph Weisenburger)